# Lien-jün-kang
Lien-jün-kang (čínsky pchin-jinem Liányúngǎng, znaky 连云港) je městská prefektura v Čínské lidové republice, kde patří do provincie Ťiang-su.
Jméno Lien-jün-kang je odvozeno od nedalekého ostrova Lien a nedaleké hory Jün-tchaj.
Celá prefektura má rozlohu 7 560 čtverečních kilometrů a v roce 2008 v ní žilo 4,8 milionu obyvatel, v roce 2020 už 4,6 milionu.

## Poloha
Prefektura Lien-jün-kang leží na severovýchodě provincie Ťiang-su na břehu Žlutého moře, jehož pobřeží tvoří východní okraj prefektury. Na jihovýchodě Lien-jün-kang hraničí s Jen-čchengem, na jihu s Chuaj-anem a Su-čchienem, na jihozápadě se Sü-čou a na severu s provincií Šan-tung.

## Administrativní členění
Městská prefektura Lien-jün-kang se člení na šest celků okresní úrovně, a sice tři městské obvody a tři okresy.
| Lien-jün Chaj-čou Kan-jü okres · Tung-chaj okres · Kuan-jün okres · Kuan-nan |        |                       |                    |                                  |
| Název                                                                        | Název  | Počet obyvatel (2020) | Rozloha km² (2020) | Hustota zalidnění (obyv. na km²) |
| český přepis                                                                 | znaky  | Počet obyvatel (2020) | Rozloha km² (2020) | Hustota zalidnění (obyv. na km²) |
| Městské obvody                                                               |        |                       |                    |                                  |
| Lien-jün                                                                     | 连云区 | 292 762               | 806                | 363                              |
| Chaj-čou                                                                     | 海州区 | 918 005               | 691                | 1 329                            |
| Kan-jü                                                                       | 赣榆区 | 1 003 844             | 1 454              | 690                              |
| Okresy                                                                       |        |                       |                    |                                  |
| Tung-chaj                                                                    | 东海县 | 1 047 357             | 2 031              | 516                              |
| Kuan-jün                                                                     | 灌云县 | 725 047               | 1 551              | 468                              |
| Kuan-nan                                                                     | 灌南县 | 612 345               | 1 028              | 596                              |
|                                                                              |        |                       |                    |                                  |
| Celkem                                                                       | Celkem | 4 599 360             | 7 560              | 608                              |

## Partnerská města
- Biškek, Kyrgyzstán (říjen 2015)
- Geelong, Austrálie (červenec 1994)
- Mokpcho, Jižní Korea (červenec 1993)
- Napier, Nový Zéland (červen 1994)
- Sabadell, Španělsko (září 2009)
- Saga, Japonsko (listopad 1998)
- Sakai, Japonsko (prosinec 1983)
- Volžskij, Rusko (prosinec 1997)